# آری‌داغ (بتلیس)
آری‌داغ (به ترکی استانبولی: Arıdağ) یک منطقهٔ مسکونی در ترکیه است که در بیتلیس واقع شده‌است. آری‌داغ ۱٬۳۳۰ نفر جمعیت دارد.